# Mark Mansfield
Mark Mansfield (Douglas, 11 de mayo de 1962) es un deportista irlandés que compitió en vela en la clase Star.
Ganó una medalla de bronce en el Campeonato Mundial de Star de 2000 y una medalla de bronce en el Campeonato Europeo de Star de 1992.

## Palmarés internacional
| \| Campeonato Mundial \| Campeonato Mundial \| Campeonato Mundial \| Campeonato Mundial \| \| Año \| Lugar \| Medalla \| Clase \| \| ------------------ \| -------------------------- \| ------------------ \| ------------------ \| \| 2000 \| Annapolis (Estados Unidos) \| Medalla de bronce \| Star \| \| Campeonato Europeo \| \| \| \| \| Año \| Lugar \| Medalla \| Clase \| \| 1992 \| Hyères (Francia) \| Medalla de bronce \| Star \| |                            |                   |       |
| Campeonato Mundial |                            |                   |       |
| Año | Lugar                      | Medalla           | Clase |
| 2000 | Annapolis (Estados Unidos) | Medalla de bronce | Star  |
| Campeonato Europeo |                            |                   |       |
| Año | Lugar                      | Medalla           | Clase |
| 1992 | Hyères (Francia)           | Medalla de bronce | Star  |